# Rotsteinpass
Rotsteinpass är ett bergspass i Schweiz.   Det ligger i kantonen Sankt Gallen, i den östra delen av landet, 150 km öster om huvudstaden Bern. Rotsteinpass ligger 2 057 meter över havet.
Terrängen runt Rotsteinpass är bergig åt sydost, men åt nordväst är den kuperad. Rotsteinpass ligger uppe på en höjd.
I omgivningarna runt Rotsteinpass växer i huvudsak blandskog. Runt Rotsteinpass är det tätbefolkat, med 257 invånare per kvadratkilometer.